# Taquihidrita
La taquihidrita es un mineral, halogenuro, cloruro de calcio y magnesio hidratado. Fue descrito como una nueva especie mineral a partir de ejemplares obtenidos en el depósito de potasa de Strassfurt, en Sajonia (Alemania), que consecuentemente es su localidad tipo. El nombre es un derivado de las palabras griegas ταχίς fácil, y  ϋδωρ, agua, aludiendo a su higroscopicidad.

## Propiedades físicas y químicas
Aparece como agregados cristalinos, asociada a otros cloruros, en yacimientos potásicos de origen marino. Es un mineral muy higroscópico, es decir, absobe agua del aire húmedo, llegando a disolverse en ella. Tiene sabor amargo. El magnesio puede estar substituido por hierro ferroso en una proporción muy pequeña, de menos del 0,1 %, pero al oxidarse produce el color amarillo.

## Yacimientos
La taquihidrita aparece asociada a la carnalita y a kainita  en yacimientos de sales potásicas. Es un mineral raro, que solamente se ha encontrado en cantidades significativas en los yacimientos de potasa de Sajonia, en Alemania.